# Вильгельма
Вильгельма (нем. Wilhelma) — эклектический дворцовый комплекс и зоологическо-ботанический сад в Бад-Канштатте, районе Штутгарта, в Германии. Назван по имени основателя, вюртембергского короля Вильгельма I, жившего неподалёку во дворце Розенштайн. В 2007 году Вильгельму посетило около двух миллионов человек.
Дворцовый комплекс, в котором с 1960-х годов расположен зоологическо-ботанический сад, построен в 1846 году в неомавританском стиле (архитектор Карл Людвиг Вильгейм Цант). В ареале Вильгельмы на площади около 30 га живут около 8900 животных из всего мира, благодаря чему он является вторым по разнообразию видов зоопарком Германии после зоопарка Берлина. Помимо этого, в Вильгельме представлены около 5800 видов растений из всех климатических зон Земли. В ней также имеется уникальный питомник для детёнышей человекообразных обезьян, услугами которого пользуются многие зоопарки Европы.